# Leontodon hirtus
Il dente di leone di Villars (nome scientifico  Leontodon hirtus   Carl Linnaeus, 1759) è una specie di pianta angiosperma dicotiledone della famiglia delle Asteraceae.

## Etimologia
Il nome del genere (Leontodon) deriva da due parole greche "leon" ( = leone), e "odous" ( = "dente") e si riferisce ai margini dentati delle foglie. L'epiteto specifico (hirtus) indica una pianta provvista di peli.
Il nome scientifico della specie è stato definito dal botanico Carl Linnaeus (1707-1778) nella pubblicazione " Systema Naturae. Editio decima, reformata." ( Syst. Nat., ed. 10. 2: 1194) del 1759.

## Descrizione
Habitus. La forma biologica è emicriptofita rosulata (H ros), ossia in generale sono piante erbacee, a ciclo biologico perenne, con gemme svernanti al livello del suolo e protette dalla lettiera o dalla neve e hanno le foglie disposte a formare una rosetta basale. Alcune parti della pianta sono provviste di latice. La maggior parte di queste piante sono ricoperte da peli stellati.
Radici. Le radici, robuste, sono secondarie da rizoma.
Fusto. la parte aerea del fusto è uno scapo nudo (afillo) con infiorescenze terminali. Sotto il capolino sono presenti alcune brattee. L'altezza di questa pianta varia tra 7 e 30 cm.
Foglie. In genere queste piante sono provviste di una rosetta basale (le foglie cauline non sono presenti) con foglie disposte in modo patente e piccioli il più delle volte arrossati e alati. La lamina delle foglie è di tipo sinuato-dentato (fino a pennatosetta); i segmenti laterali sono appressati a quello apicale che è breve. La superficie è sparsamente ricoperta da peli di tipo vario tipo, allungati e ondulati.
Infiorescenza.  Le infiorescenze sono composte da singoli capolini peduncolati per ogni stelo (gli scapi normalmente sono indivisi). I peduncoli possono essere ingrossati appena sotto l'infiorescenza. I capolini sono formati da un involucro a forma cilindrica o campanulata composto da brattee (o squame) disposte in modo embricato su più serie (usualmente 2) all'interno delle quali un ricettacolo fa da base ai fiori tutti ligulati. Le brattee dell'involucro possono essere glabre o ricoperte da peli simili a quelli delle foglie; la forma delle squame è lineare (talvolta quelle esterne sono lanceolate). Il ricettacolo è nudo, ossia privo di pagliette a protezione della base dei fiori.
Fiori. I fiori sono ermafroditi, zigomorfi, tetra-ciclici (calice – corolla – androceo – gineceo) e pentameri (a 5 elementi). Nelle specie di questo genere i fiori sono solamente quelli ligulati; i fiori tubulosi non sono presenti. Talvolta i fiori più periferici sono unisessuali e con canali laticiferi.
- Formula fiorale:

*/x K {\displaystyle \infty }, [C (5), A (5)], G 2 (infero), achenio
- Calice: i sepali sono ridotti ad una coroncina di squame.
- Corolla: i petali alla base sono saldati a tubo e terminano con una ligula a 5 denti (è la parte finale dei cinque petali saldati fra di loro). Il colore dei fiori normalmente è giallo; quello dei fiori più esterni può essere più scuro sul lato più esterno.
- Androceo: gli stami sono 5 con filamenti liberi e distinti, mentre le antere sono saldate in un manicotto (o tubo) circondante lo stilo.[15] Le antere alla base sono acute. Il polline è tricolporato.[16]
- Gineceo: lo stilo è filiforme. Gli stigmi dello stilo sono due divergenti e ricurvi con la superficie stigmatica posizionata internamente (vicino alla base).[17] L'ovario è infero uniloculare formato da 2 carpelli.
- Antesi: da giugno a settembre.

Frutti. I frutti sono degli acheni con pappo piumoso. La forma dell'achenio è un po' ristretta all'apice; ha inoltre delle coste oscure (da 10 a 14) percorse da deboli rugosità trasversali dentellate. Il pappo è piumoso, colorato di bianco-sporco giallastro.

## Biologia
- Impollinazione: l'impollinazione avviene tramite insetti (impollinazione entomogama tramite farfalle diurne e notturne).
- Riproduzione: la fecondazione avviene fondamentalmente tramite l'impollinazione dei fiori (vedi sopra).
- Dispersione: i semi (gli acheni) cadendo a terra sono successivamente dispersi soprattutto da insetti tipo formiche (disseminazione mirmecoria). In questo tipo di piante avviene anche un altro tipo di dispersione: zoocoria. Infatti gli uncini delle brattee dell'involucro si agganciano ai peli degli animali di passaggio disperdendo così anche su lunghe distanze i semi della pianta.

## Distribuzione e habitat

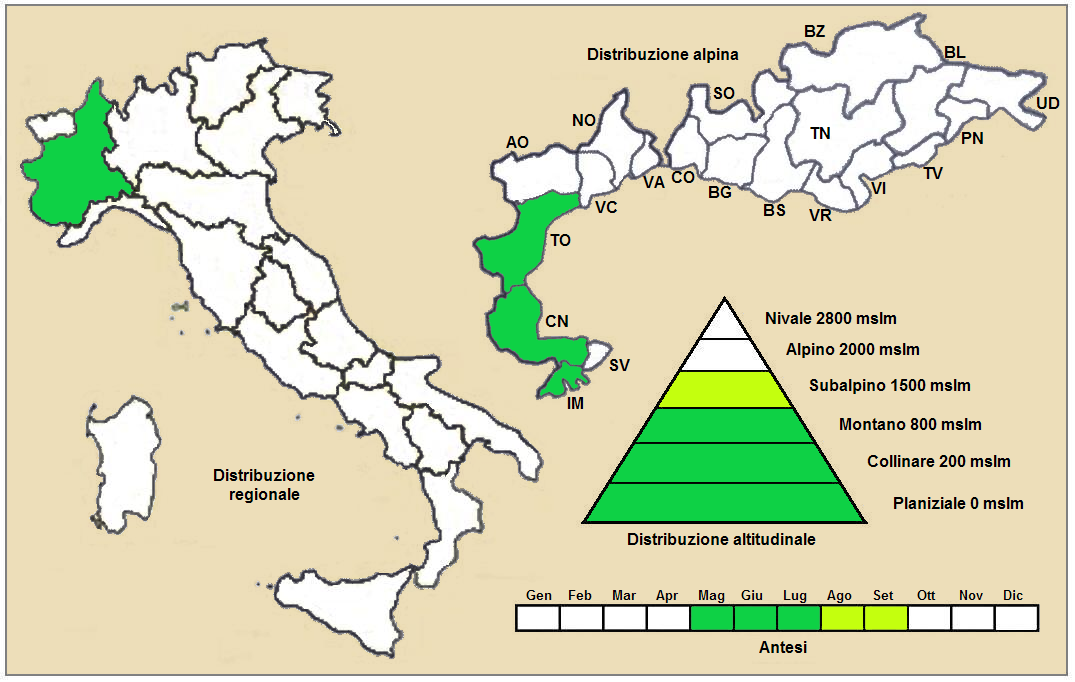
Distribuzione della pianta (Distribuzione regionale – Distribuzione alpina)

- Geoelemento: il tipo corologico (area di origine) è  Nord Ovest Mediterraneo .
- Distribuzione: in Italia questa specie si trova nel Piemonte. Fuori dall'Italia, sempre nelle Alpi, questa specie si trova in Francia. Sugli altri rilievi collegati alle Alpi è presente nel Massiccio Centrale e Pirenei.[18] Nel resto dell'Europa e dell'areale del Mediterraneo si trova in
- Habitat: l'habitat preferito per queste piante sono i bordi delle vie e i pendii aridi. Il substrato preferito è calcareo con pH basico, bassi valori nutrizionali del terreno che deve essere arido.
- Distribuzione altitudinale: sui rilievi alpini, in Italia, queste piante si possono trovare tra 100 a 1.400 m s.l.m.; nelle Alpi frequentano quindi i seguenti piani vegetazionali: collinare, montano e in parte quello subalpino (oltre a quello planiziale).

### Fitosociologia

#### Areale alpino
Dal punto di vista fitosociologico alpino Leontodon hirtus appartiene alla seguente comunità vegetale:
Formazione: comunità delle lande di arbusti nani e delle torbiere
Classe: Rosmarinetea
Ordine: Rosmarinetalia

#### Areale italiano
Per l'areale completo italiano Leontodon hirtus appartiene alla seguente comunità vegetale:
Macrotipologia: vegetazione arbustiva
Classe: Rosmarinetea officinalis Rivas-Martínez, T.E. Diáz, F.Prieto, Loidi & Penas, 2002
Ordine: Rosmarinetalia officinalis Br.-Bl. ex Molinier, 1934
Alleanza: Helianthemo italici-Aphyllanthion monspeliensis Diaz, Gonzalez e Asensi, 1998
Descrizione. L'alleanza Helianthemo italici-Aphyllanthion monspeliensis è relativa alle garighe che crescono su suoli carbonatici nel Mediterraneo occidentale, sino alle coste tirreniche della Liguria di ponente. La cenosi include comunità di gariga ricche di graminacee perenni e altre emicriptofite.
Specie presenti nell'associazione:  Aphyllanthes monspeliensis, Catananche coerulea, Lavandula angustifolia, Linum campanulatum, Linum tenuifolium, Dorycnium penthaphyllum, Cephalaria leucantha, Genista hispanica, Helianthemum italicum, Leontodon hirtus, Linum milletii, Onobrychis supina, Salvia lavandulifolia, Satureja montana, Thymus embergeri e Thymus fontqueri.

## Tassonomia
La famiglia di appartenenza di questa voce (Asteraceae o Compositae, nomen conservandum) probabilmente originaria del Sud America, è la più numerosa del mondo vegetale, comprende oltre 23.000 specie distribuite su 1.535 generi, oppure 22.750 specie e 1.530 generi secondo altre fonti (una delle checklist più aggiornata elenca fino a 1.679 generi). La famiglia attualmente (2021) è divisa in 16 sottofamiglie.

### Filogenesi
Il genere di questa voce appartiene alla sottotribù Hypochaeridinae della tribù Cichorieae (unica tribù della sottofamiglia Cichorioideae). In base ai dati filogenetici la sottofamiglia Cichorioideae è il terz'ultimo gruppo che si è separato dal nucleo delle Asteraceae (gli ultimi due sono Corymbioideae e Asteroideae). La sottotribù Hypochaeridinae fa parte del "quarto" clade della tribù; in questo clade è posizionata nel "core" del gruppo , vicina alle sottotribù Crepidinae e Chondrillinae.
Il genere di questa voce, nell'ambito della sottostribù occupa il "core" del gruppo, e con i generi Picris e Helminthotheca formano un "gruppo fratello". Ricerche recenti hanno dimostrato che il genere Leontodon nella delimitazione tradizionale è polifiletico. La sezione Thrincia insieme ai generi Picris e Helminthotheca formano una politomia, mentre le due sezioni Leontodon e  Asterothrix formano un "gruppo fratello" monofiletico.
La specie di questa voce appartiene alla sezione Leontodon: questa sezione comprende soprattutto specie europee e anatolico-caucasiche. Il portamento tipico è rappresentato da capolini singoli su steli semplici senza foglie; queste piante, inoltre, hanno un fittone obliquo o trasversale, ramificato e troncato; tutti gli acheni sono simili più o meno muricati (tubercolati) e sempre senza brevi peli rigidi all'apice. Il numero cromosomico predominante di base è x = 7.
L'inquadramento tassonomico di questa specie è problematico. L. hirtus è spesso confusa con L. villarsii Loisel. e L. rosanoi (Ten.) DC.. La tabella seguente mette a confronto alcune checklist.
| Taxon        | Flora di'Italia                                    | Flora Alpina                                 | Checklist Italian Vascular Flora       | Royal Botanic Gardens KEW | Cichorieae Portal     |
| ------------ | -------------------------------------------------- | -------------------------------------------- | -------------------------------------- | ------------------------- | --------------------- |
| L. hirtus    | non accettato                                      | descritto e presente in Piemonte e Appennino | sinonimo di L. rosanoi                 | accettato                 | accettato             |
| L. villarsii | descritto e presente solamente in Piemonte         | sinonimo di L. hirtus                        | sinonimo di L. rosanoi                 | sinonimo di L. hirtus     | sinonimo di L. hirtus |
| L. rosanoi   | (L. rosani) descritto e presente in tutta l'Italia | non considerato                              | descritto e presente in tutta l'Italia | accettato                 | accettato             |

È stato dimostrato che i taxa differiscono per numero cromosomico, caratteristiche polliniche, micromorfologia dei peli fogliari dell'indumento e distribuzione geografica:
- L. villarsii - Caratteristiche: gli stipiti dei tricomi sono verrucosi; il polline è tri-zonocolporato. Numero cromosomico: 2n = 14. Distribuzione: sud della Francia, Alpi Marittime e Pirenei.
- L. rosanoi - Caratteristiche: gli stipiti dei tricomi sono lisci; il polline tetra-zonocolporato. Numero cromosomico: 2n = 22. Distribuzione: Appennino e Sud Este delle Alpi Marittime.

I caratteri distintivi per la specie L. hirtus sono:
- il portamento delle piante è erbaceo con rizomi obliqui o trasversali;
- sotto il capolino sono presenti alcune brattee;
- i peli fogliari sono verrucosi e bifidi o stellati con stipite allungato;
- gli acheni interni ed esterni sono simili.

Il numero cromosomico della specie è: 2n = 14.

### Sinonimi
La specie di questa voce, in altri testi, può essere chiamato con nomi diversi. L'elenco che segue indica alcuni tra i sinonimi più frequenti:
- Apargia villarsii Willd.
- Leontodon taraxaconoides  Vand.
- Leontodon vagneri  Margittai
- Leontodon villarsii  Loisel.